# Ledertapete

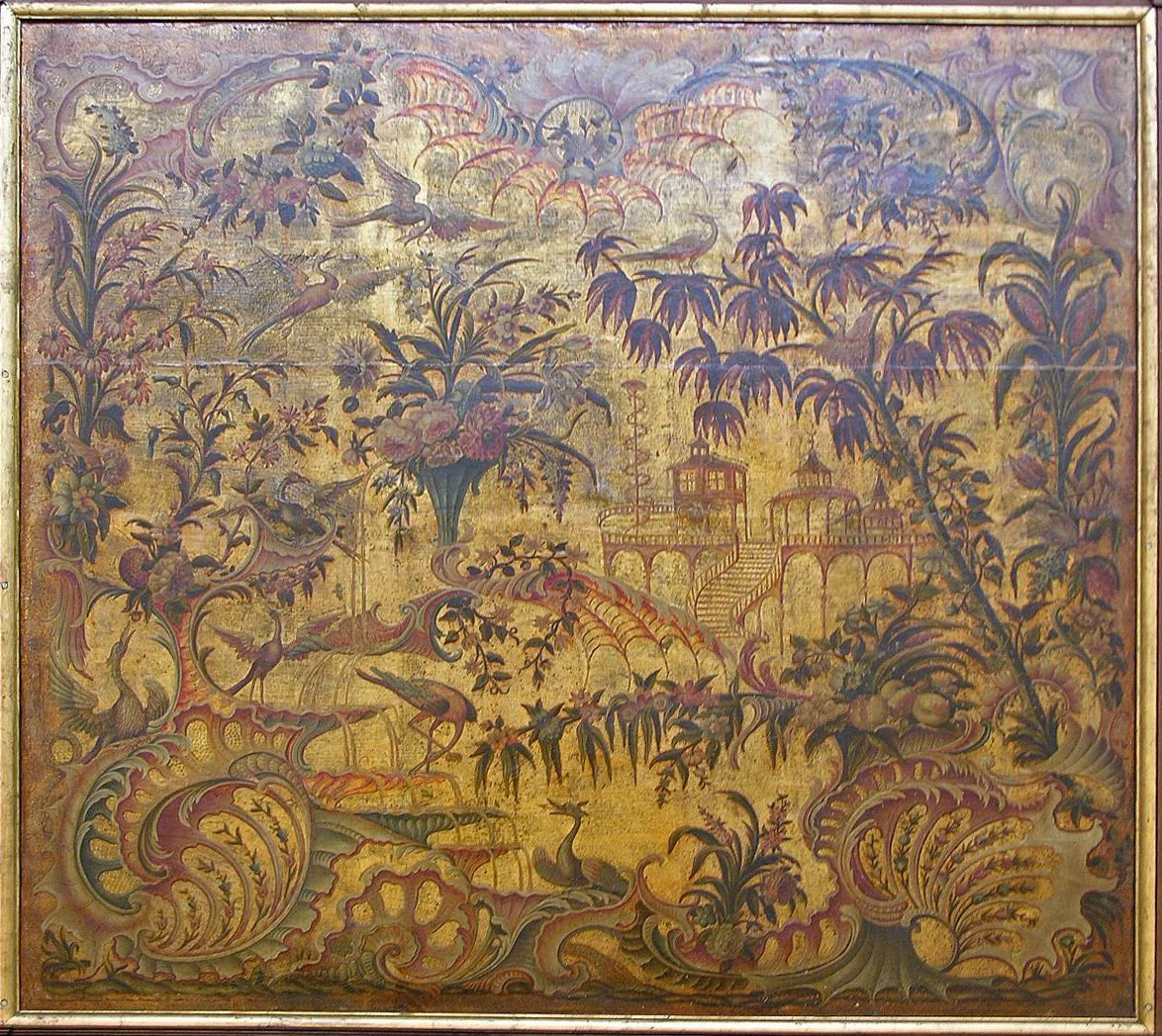
Goldleder, hergestellt um 1765 in Brüssel von Cornelis 't Kindt; in der Abtei Malonne bei Namur

Eine Ledertapete ist eine aus Leder gefertigte Wandbespannung.
Der Ursprung der Ledertapete geht vermutlich auf die Mauren zurück, was die Namen Peaux d’Espagne (deutsch: Spanische Haut), Korduanleder oder Guadamiciles zeigen. Guadamiciles verweist auf die alte Stadt Ghadames (Rhadames) in Libyen; der Name Korduan verweist auf Córdoba in Andalusien, ehedem Hauptstadt des omayyadischen Kalifates Al-Andalus im Mittelalter, wo das aus Nordafrika mitgebrachte Handwerk des Ledergerbens in großem Umfang ausgeübt und mit den Produkten Handel getrieben wurde.
Weitere Bezeichnungen, die sich auf Córdoba beziehen, sind Cuir de Cordoue, Cordwain und Cordovan. Die Mauren brachten die bemalten, teilweise vergoldeten Tapeten aus dünnem Leder von Kälbern, Schafen und Ziegen nach Spanien. Nachdem Blattsilber oder Firnis auf die Tapeten aufgebracht wurde, bemalte man sie ornamental, vergoldete und punzierte oder prägte sie.
In der Epoche des Barock waren Ledertapeten eine bevorzugte Wandbespannung. Von Spanien aus verbreitete sich die Ledertapete über Frankreich und Italien nach Deutschland, die Niederlande (goudleer „Goldleder“) und Nordeuropa. Wände von Palästen und Häusern reicher Kaufleute wurden mit ihnen ausgestattet, so z. B. das Jagd- und Barockschloss Moritzburg in Sachsen. Im 18. Jahrhundert, der Zeit des Klassizismus, wurde die Ledertapete allmählich durch bedruckte oder bemalte Papiertapeten abgelöst.

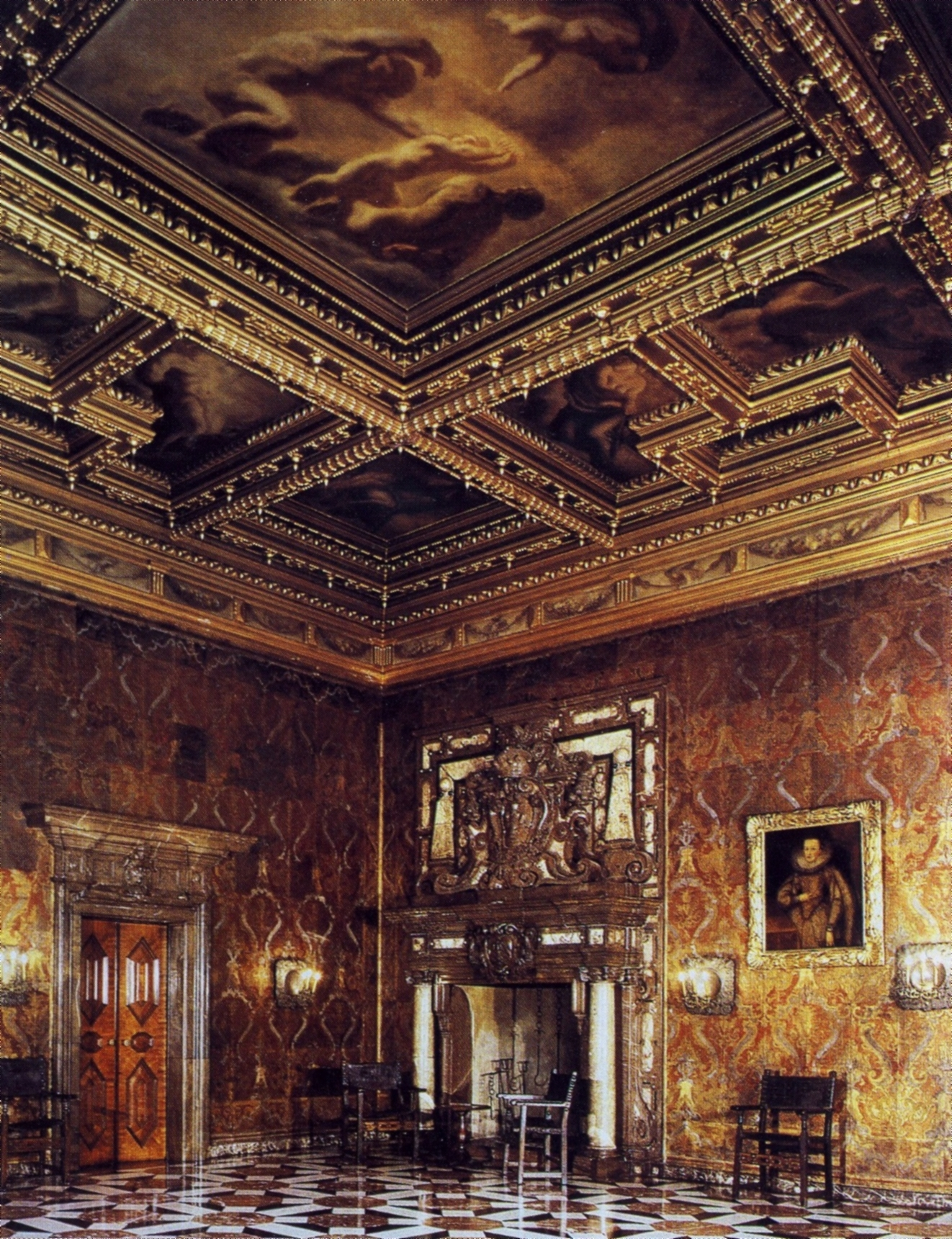
Vogelzimmer in Schloss Wawel
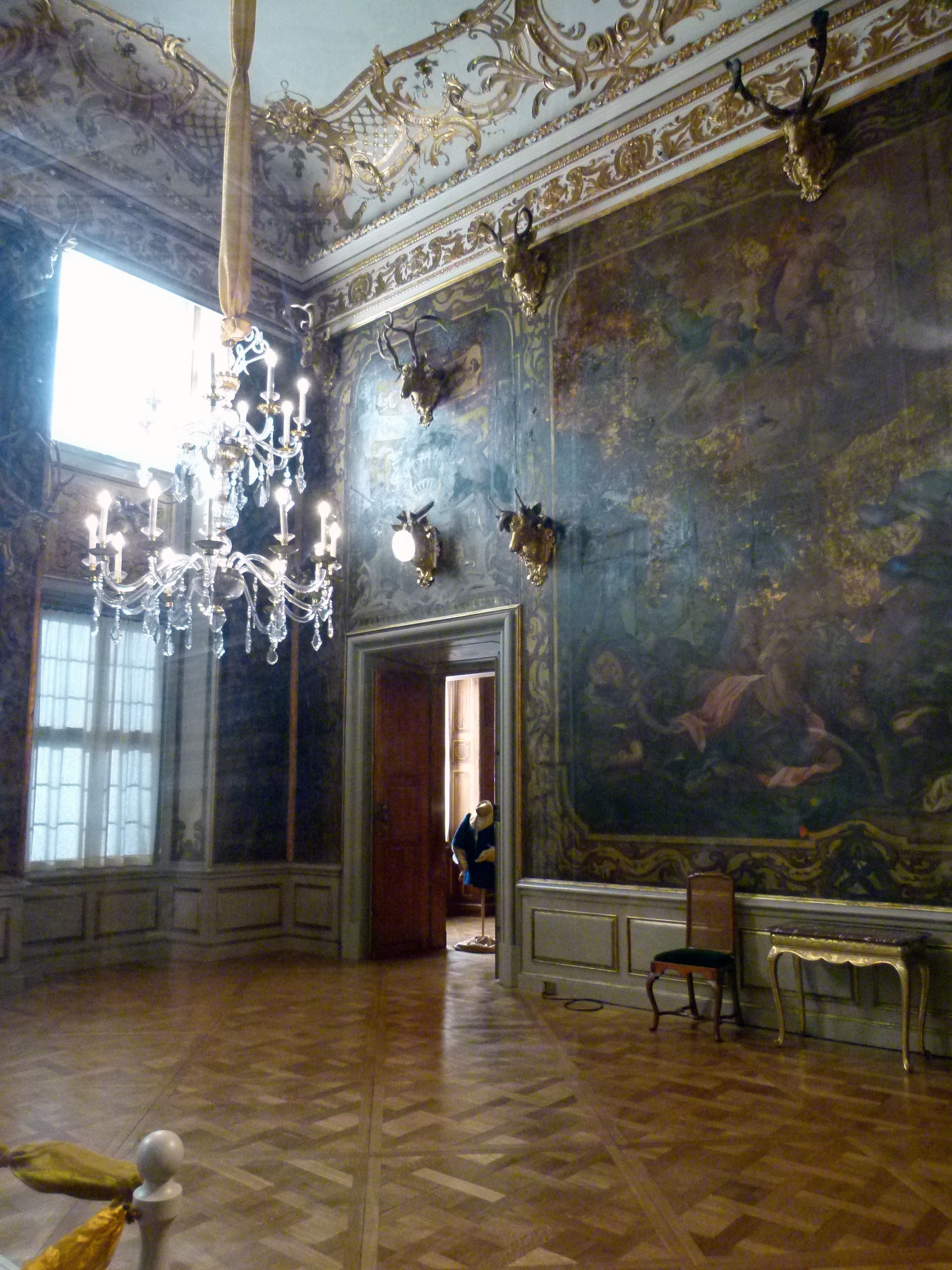
Jagdschloss Moritzburg
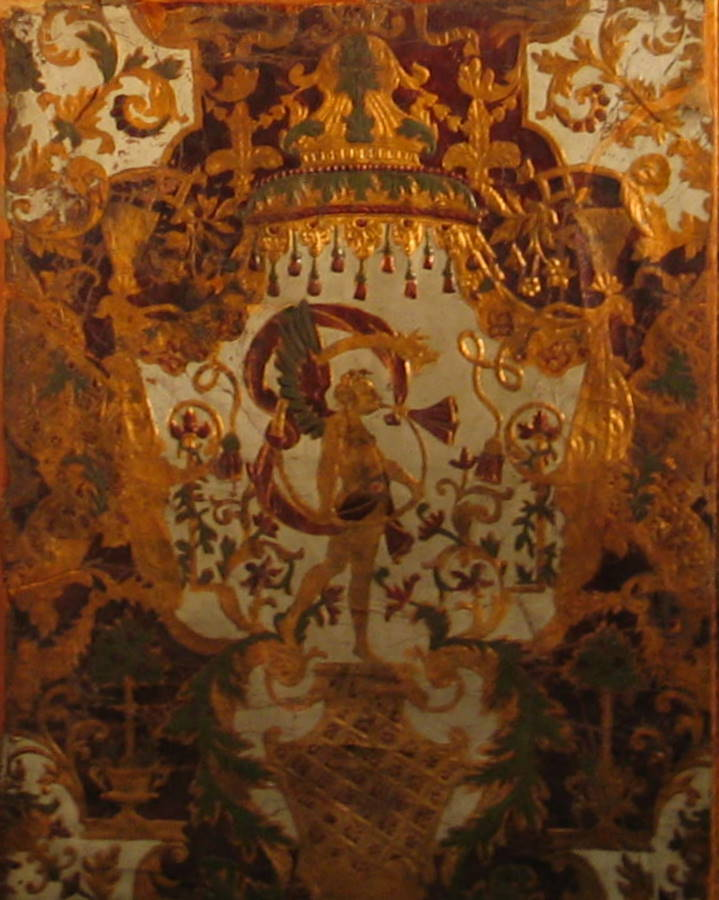
Museum Hof van Busleyden, Mechelen
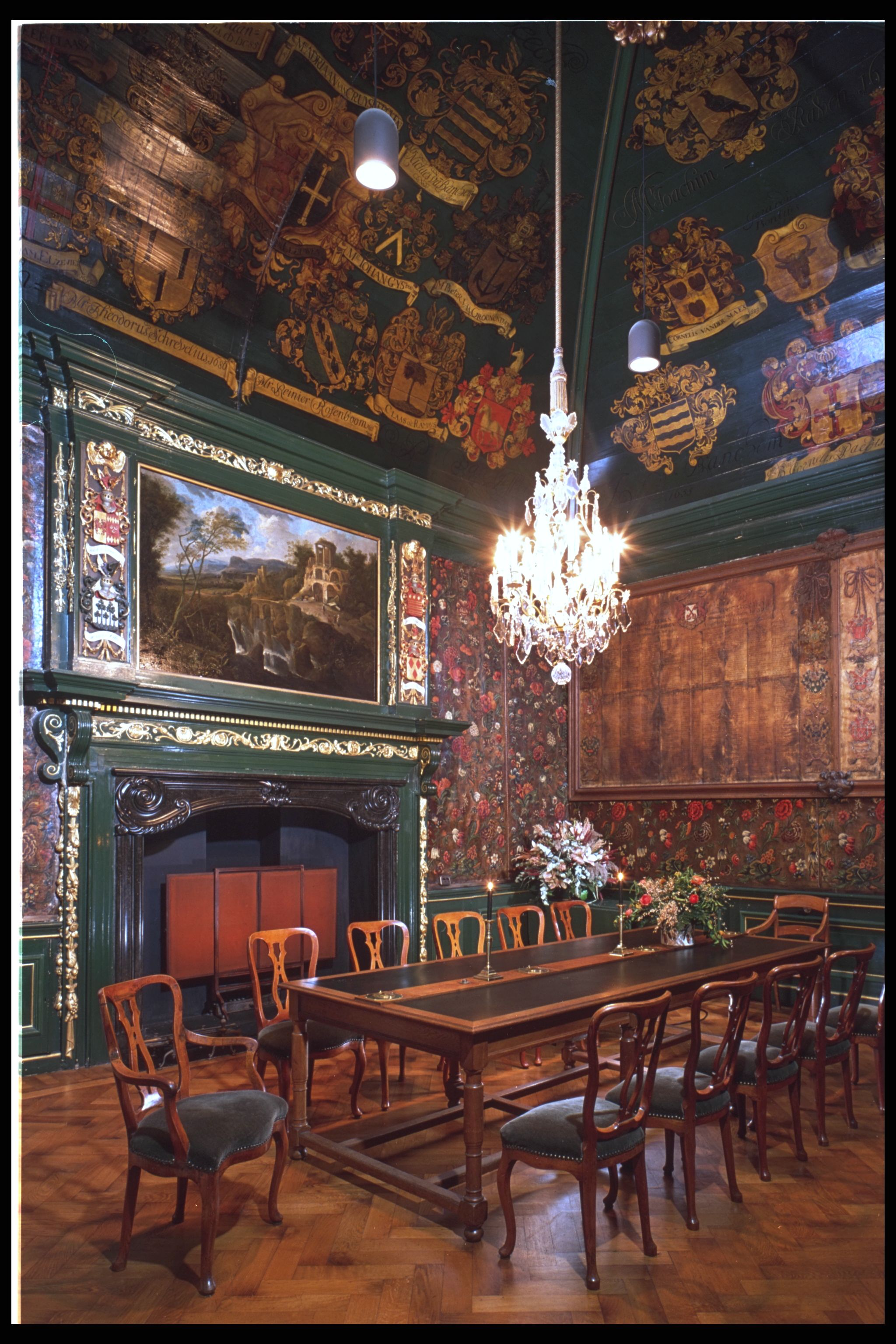
Pieterskerk (Leiden)
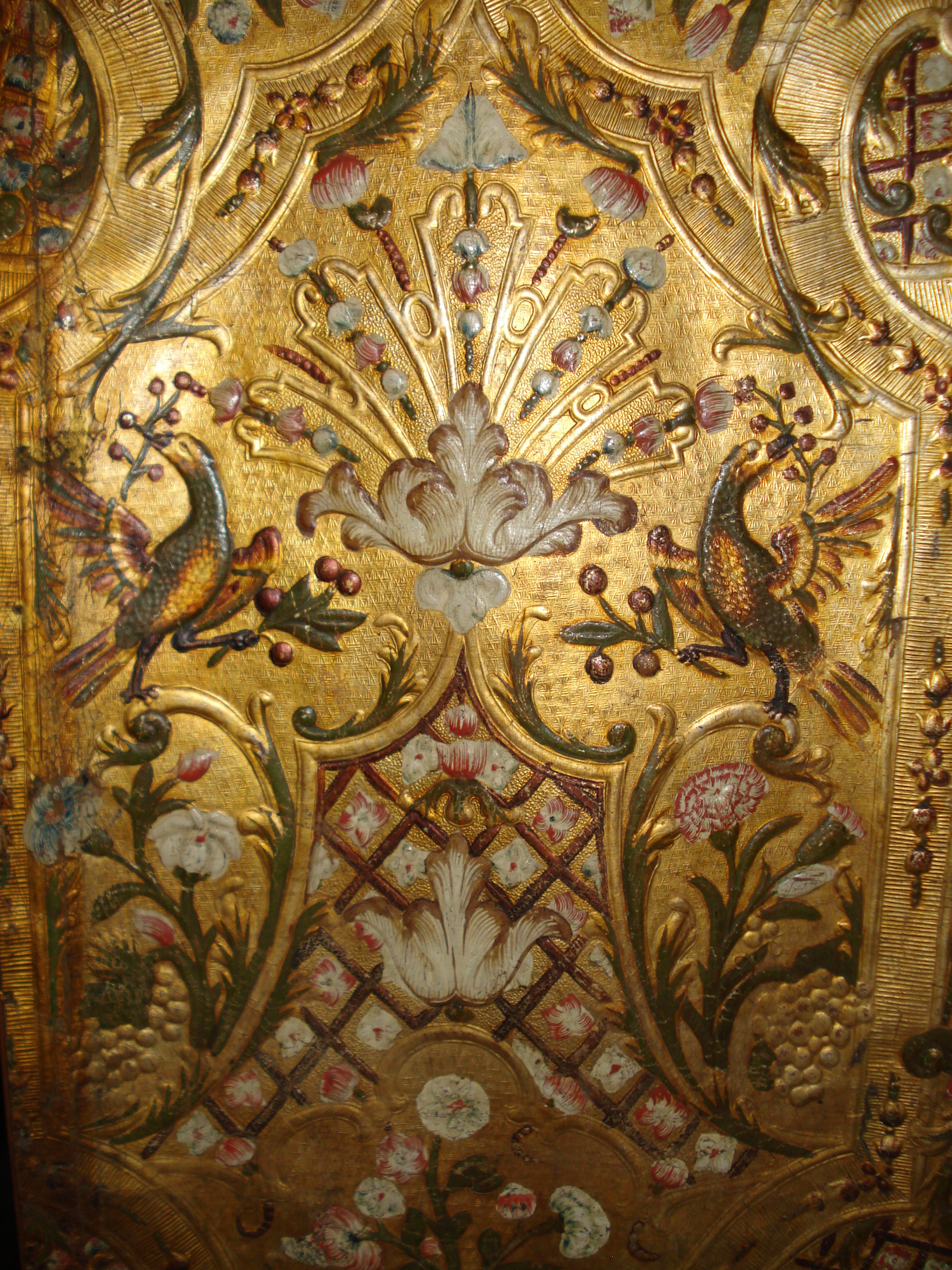
Schloss Rosenholm, Dänemark
Schloss Skokloster, 17. Jahrhundert
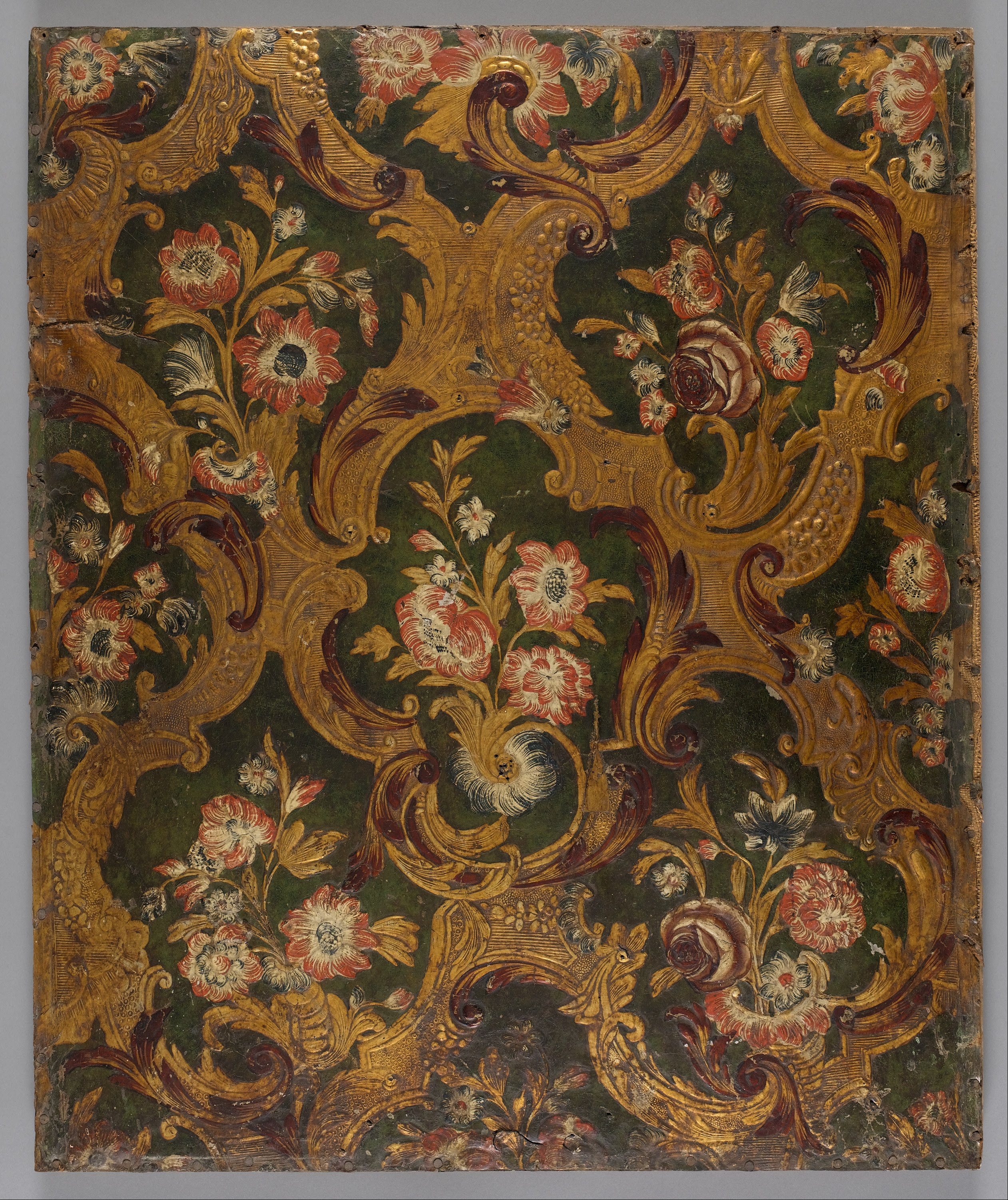
Ledertapete, um 1750, Cooper Hewitt, Smithsonian Design Museum, New York
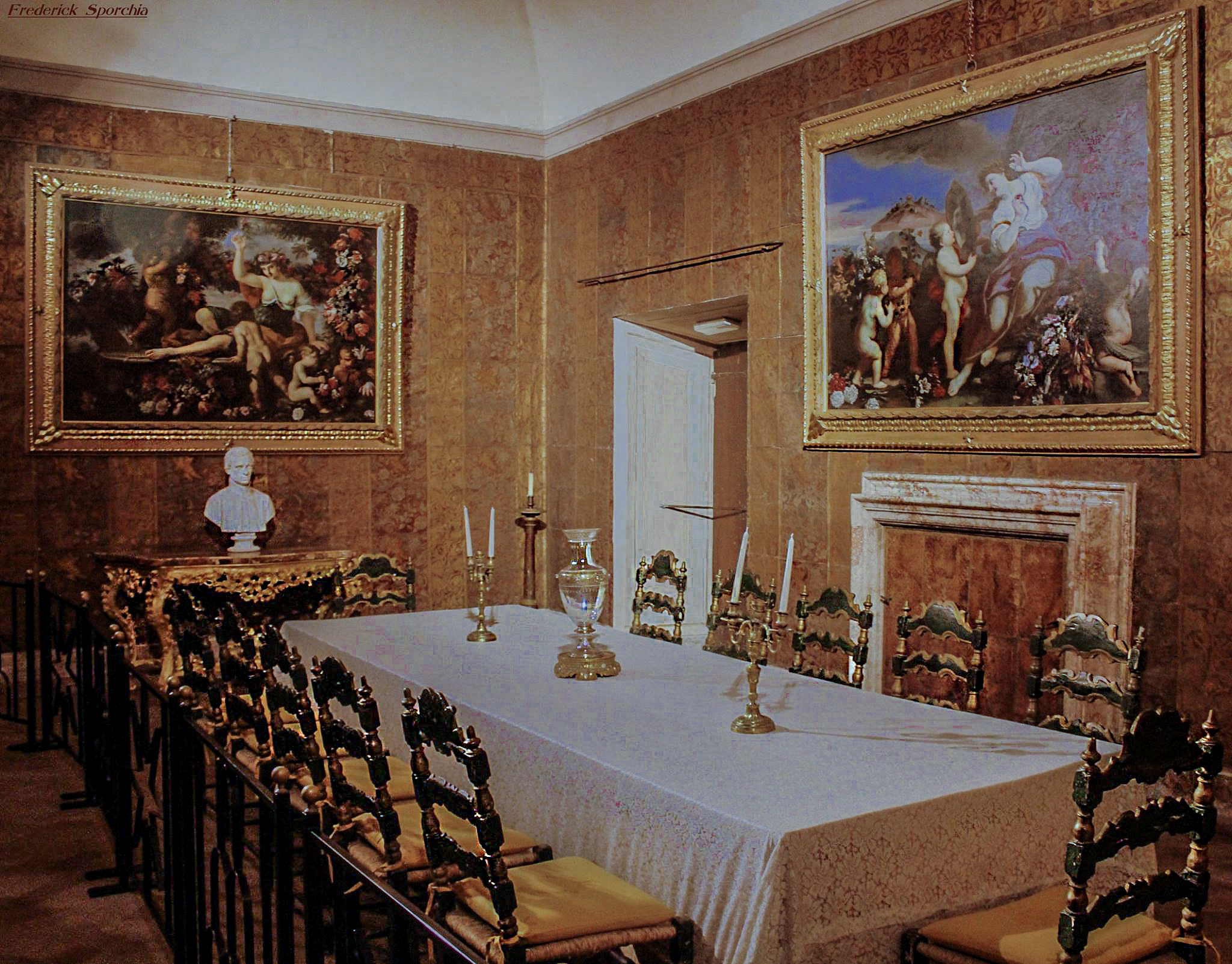
Esszimmer im Palazzo Chigi, Ariccia

Das besonders glänzende Goldleder erhielt seinen metallisch-goldenen Schimmer durch Oberflächenveredlung. Anders als der Name vermuten lässt, wurde das Leder dazu mit Blattsilber beschichtet und anschließend mit speziellen Lacken versiegelt. Im 17. und 18. Jahrhundert war die Hochzeit der Goldlederherstellung in den Niederlanden. Die ersten Goldledermacher ließen sich ab 1611 in Amsterdam nieder und entwickelten eine Technik mit Hilfe von Stempeln Reliefs in das Leder zu drücken. Dadurch wurde Sonnenlicht und Kerzenlicht besser reflektiert, als bei flachem Leder. In Amsterdam waren mehrere Handwerker ansässig, die Goldleder herstellten. Ein Betrieb, der seit 1617 in Amsterdam ansässig war, verarbeitete jährlich 16.000 Kalbsfelle. 1636 erhielt ein Handwerker die Erlaubnis einen Betrieb auch außerhalb der Sint Antoniespoort zu gründen.